# Jacob Wetterling
Jacob Erwin Wetterling, né le 17 février 1978 et mort en 1989, est un jeune garçon de Saint-Joseph dans le Minnesota, qui a été enlevé le 22 octobre 1989 par un homme armé et masqué.
C'est une célèbre affaire classée sans suite au Minnesota, de par l'engagement des parents de Jacob, Jerry et Patty Wetterling (en) dans la lutte contre les rapts d'enfants — Patty Wetterling dirige le National Center for Missing & Exploited Children —, et par la loi de 1994 qui porte son nom (Jacob Wetterling Crimes Against Children and Sexually Violent Offender Registration Act (en)) — la première loi instituant un registre des délinquants sexuels dans un État américain. 
En septembre 2016, le Federal Bureau of Investigation (FBI) parvient à relancer l'affaire en interrogeant Danny Heinrich, un suspect de longue date, qui indique où il a enterré l'enfant, près de Paynesville dans le Minnesota, à environ 48 kilomètres à partir du lieu de l'enlèvement. Une comparaison dentaire des restes permet de confirmer l'identité de la victime.
La série de podcast In the Dark produite par American Public Media examine cette affaire.